# Бурцев, Михаил Иванович (фехтовальщик)
Михаи́л Ива́нович Бу́рцев (21 июня 1956, Москва — 16 октября 2015, Москва) — советский фехтовальщик (сабля). Двукратный Олимпийский чемпион и двукратный серебряный призёр Олимпийских игр. Заслуженный мастер спорта СССР (1980), заслуженный тренер СССР.

## Биография
Михаил Бурцев заинтересовался фехтованием после того, как в его школу в 1964 году пришел тренер Игорь Григорьевич Пыльнов и рассказал о занятиях в секции фехтования. Бурцев вместе с одноклассниками посетил занятия в школе «Буревестник» и решил заняться фехтованием, хотя до этого играл в большой теннис. Под руководством тренера Пыльнова Михаил Бурцев завоевывал первые призовые места и выиграл первенство Москвы, побеждал на Спартакиадах школьников. На турнире во Франции занял 2 место, затем 2 место на Кубке Союза. Михаил Бурцев говорил о своем первом тренере Пыльнове, что он ему заменил отца и отгородил от всего, кроме фехтования. Игорь Пыльнов довел Бурцева до высокого уровня мастерства.
Первоначально выступал за «Буревестник», а в 1976 году перешёл в ЦСКА.
Имел высшее образование — окончил ГЦОЛИФК, получил специальность тренера. Занимал должности главного тренера Объединённой команды на Олимпиаде в Барселоне и старшего тренера по фехтованию города Москвы.
Умер 16 октября 2015 года. Похоронен на Троекуровском кладбище (участок 25а).

## Спортивные достижения
- двукратный чемпион Олимпийских игр (Игры 1976 года и Московская Олимпиада, в командном первенстве по фехтованию на саблях)
- двукратный серебряный призёр Олимпийских игр (Игры 1980 года — в личном первенстве, Олимпиада 1988 года — в командном первенстве)
- шестикратный чемпион мира (1977, 1979, 1983, 1985, 1986, 1987 в командном первенстве)
- чемпион СССР (1986)